# Giuseppe Beviacqua
Giuseppe Beviacqua   (Savona, 28 d'octubre de 1914 - Savona, 19 d'agost de 1999) fou un atleta italià, especialista en curses de fons que va competir durant les dècades de 1930 i 1940.
El 1936 va prendre als Jocs Olímpics d'Estiu de Berlín, on fou onzè en la cursa dels 10.000 metres, del programa d'atletisme. El 1938, al Campionat d'Europa d'atletisme, va guanyar una medalla de plata en la cursa dels 10.000 metres en finalitzar rere el finlandès Ilmari Salminen.
A nivell nacional guanyà disset campionats nacionals entre 1935 i 1950: sis en els 5.000 metres (1938 a 1943), set en els 10.000 metres, dos en el relleu 3x5.000 metres (1935-1936) i dos de cros (1949 i 1950). En aquestes mateixes disciplines aconseguí diversos rècords nacionals.

## Millors marques
- 5.000 metres. 14'31.8" (1942)
- 10.000 metres. 30' 27.4" (1940)[5]